# 이런게 아니었는데 (장덕의 노래)
<이런게 아니었는데>는 대한민국의 여성 싱어송라이터 장덕에 의해 작사 · 작곡된 곡이다. 장덕의 컴필레이션 음반 《이런게 아니었는데》의 동명 타이틀 곡으로 A면 1번 트랙으로 발표되었다.